# Boissy-le-Sec
Boissy-le-Sec é uma comuna francesa na região administrativa da Ilha de França, no departamento de Essonne. Estende-se por uma área de 19.06 km². Em 2010 a comuna tinha 703 habitantes (densidade: 36,9 hab./km²).